# Pentax K-r
Pentax K-r — цифровой зеркальный фотоаппарат, выпущенный компанией Hoya под торговой маркой Pentax. Оснащён 12-мегапиксельной КМОП-матрицей. В фотоаппарате применена механическая система удаления пыли с матрицы «Dust removal» (быстрое перемещение матрицы с помощью электромагнитов), SP-покрытие (на основе фторидов) на низкочастотном фильтре и обнаружение частиц пыли «Dust Alert». Как и в предыдущих моделях фирмы, стабилизация изображения осуществляется сдвигом матрицы, что делает её совместимой с любыми, в том числе и резьбовыми, объективами. Выпускается в корпусах разного цвета. Анонсирован 9 сентября 2010 года. После поглощения бизнеса Pentax компанией Ricoh, было объявлено о прекращении выпуска этой модели. Новообразованная компания Pentax Ricoh Imaging Company прекратит приём заказов на данную модель начиная с 9 декабря 2011 года. Однако будет осуществляться дальнейшая поддержка и сервис данной модели, наравне с другими продуктами марки Pentax.

## Особенности
- Лампа подсветки автофокуса.
- Усовершенствованный автофокус SAFOX IX.
- Дисплей 3", 920 000 пикс.
- Возможность использования как фирменного литий-ионного аккумулятора DLi-109, так и AA-батарей (требуется специальная обойма-переходник).
- Чувствительность в диапазоне 200 — 12800 (программно расширяется до 100-25600 в настройках пользователя).
- Серийная съёмка до 6 к/сек (до 25 JPEG / 12 Raw в серии) в быстром режиме и до 2 к/сек (неограниченно JPEG / 36 RAW в серии) в медленном режиме.